# كرة اليد في الألعاب الأولمبية الصيفية 2016
مسابقات كرة اليد في الألعاب الأولمبية الصيفية 2016 في ريو دي جانيرو أقيمت في الفترة من 6 إلى 21 أغسطس. وكان هناك مسابقة للرجال بمشاركة 12 فريقا ومسابقة للسيدات بمشاركة نفس العدد من الفرق.

## التصفيات

### تصفيات الرجال
| طريقة التأهل                        | التاريخ                  | المستضيف | المقاعد | المتأهل   |
| ----------------------------------- | ------------------------ | -------- | ------- | --------- |
| البلد المستضيف                      | 2 أكتوبر 2009            | كوبنهاغن | 1       | البرازيل  |
| بطولة العالم لكرة اليد للرجال 2015  | 15 يناير – 1 فبراير 2015 | قطر      | 1       | فرنسا     |
| دورة الألعاب الأمريكية 2015         | 16–25 يوليو 2015         | تورونتو  | 1       | الأرجنتين |
| بطولة آسيا التأهلية 2015            | 14–27 نوفمبر 2015        | الدوحة   | 1       | قطر       |
| بطولة أوروبا لكرة اليد للرجال 2016  | 15–31 يناير 2016         | بولندا   | 1       | ألمانيا   |
| بطولة أفريقيا لكرة اليد للرجال 2016 | 21–30 يناير 2016         | القاهرة  | 1       | مصر       |
| مسابقة التصفيات الأولمبية 2016      | 8–10 أبريل 2016          | غدانسك   | 2       | بولندا    |
| مسابقة التصفيات الأولمبية 2016      | 8–10 أبريل 2016          | غدانسك   | 2       | تونس      |
| مسابقة التصفيات الأولمبية 2016      | 8–10 أبريل 2016          | مالمو    | 2       | سلوفينيا  |
| مسابقة التصفيات الأولمبية 2016      | 8–10 أبريل 2016          | مالمو    | 2       | السويد    |
| مسابقة التصفيات الأولمبية 2016      | 8–10 أبريل 2016          | هيرنينغ  | 2       | الدنمارك  |
| مسابقة التصفيات الأولمبية 2016      | 8–10 أبريل 2016          | هيرنينغ  | 2       | كرواتيا   |
| مجموع                               | مجموع                    | مجموع    | 12      |           |

### تصفيات السيدات
| طريقة التأهل                                    | التاريخ           | المستضيف | المقاعد | المتأهل        |
| ----------------------------------------------- | ----------------- | -------- | ------- | -------------- |
| البلد المستضيف                                  | 2 أكتوبر 2009     | كوبنهاغن | 1       | البرازيل       |
| بطولة أوروبا لكرة اليد للسيدات 2014             | 7–21 ديسمبر 2014  | متعدد    | 1       | إسبانيا        |
| بطولة التصفيات الأفريقية لكرة اليد للسيدات 2015 | 19–21 مارس 2015   | لواندا   | 1       | أنغولا         |
| دورة الألعاب الأمريكية 2015                     | 15–24 يوليو 2015  | تورونتو  | 1       | الأرجنتين      |
| بطولة التصفيات الآسيوية لكرة اليد للسيدات 2015  | 20–25 أكتوبر 2015 | ناغويا   | 1       | كوريا الجنوبية |
| بطولة العالم لكرة اليد للسيدات 2015             | 5–20 ديسمبر 2015  | الدنمارك | 1       | النرويج        |
| مسابقة التصفيات الأولمبية 2016                  | 18–20 مارس 2016   | متز      | 2       | هولندا         |
| مسابقة التصفيات الأولمبية 2016                  | 18–20 مارس 2016   | متز      | 2       | فرنسا          |
| مسابقة التصفيات الأولمبية 2016                  | 18–20 مارس 2016   | آرهوس    | 2       | رومانيا        |
| مسابقة التصفيات الأولمبية 2016                  | 18–20 مارس 2016   | آرهوس    | 2       | الجبل الأسود   |
| مسابقة التصفيات الأولمبية 2016                  | 18–20 مارس 2016   | أستراخان | 2       | روسيا          |
| مسابقة التصفيات الأولمبية 2016                  | 18–20 مارس 2016   | أستراخان | 2       | السويد         |
| مجموع                                           | مجموع             | مجموع    | 12      |                |

## ملخص الميداليات
| الحدث   | الذهبية | الفضية | البرونزية |
| ------- | --- | --- | --- |
| الرجال  | الدنمارك (DEN) · نيكلاس لندن جاكوبسن · مادس كريستيانسن · مادس مينساه لارسن · كاسبر أولريش مورتنسن · يسبر نودسبو · يانيك غرين · لاسي سفان هانسن · رينيه توفت هانسن · هنريك مولجارد · كاسبر سوندرغارد · هنريك توفت هانسن · ميكيل هانسن · مورتن أولسن (كرة يد) · مايكل دامغارد                      | فرنسا (FRA) · أوليفييه نيوكاس · دانييل نارسيس · فنسنت جيرار · نيكولا كاراباتيتش · كينتين ماهي · ماتيو جريبيل · تييري أومير · تيموثي نغيسان · لوك أبالو · سيدريك سورهايندو · مايكل غيغو · لوكا كاراباتيتش · لودوفيك فابريجاس · أدريان ديباندا · فالنتين بورت | ألمانيا (GER) · أوفه غينسهايمر · فين ليمكه · باتريك فينتسك · توبياس رايخمان · فابيان ويد · سيلفيو هاينيفيتر · هندريك بيكلر · ستيفين واينهولد · مارتن ستروبل · باتريك جرويتزكي · كاي هافنر · أندرياس فولف (لاعب كرة يد) · يوليوس كوهن (كرة يد) · كريستيان ديسينجير · باول دروكس |
| السيدات | روسيا (RUS) · آنا سيدويكينا · بولينا كوزنتسوفا · داريا دميتريفا (كرة يد) · آنا سين · أولغا أكوبيان · آنا فياخيرفا · مارينا سوداكوفا · فلادلينا بوبروفنيكوفا · فيكتوريا زيلينسكايتي · يكترينا مارينيكوفا · إيرينا بليزنوفا · يكاترينا إليينا · مايا بيتروفا · تاتيانا إروخينا · فيكتوريا كالينينا | فرنسا (FRA) · لورا غلوسر · بلانديني دانسيتي · كميل أيجلون · أليسون بينو · لاريسا لاندري · غراس زادي · ماري بروفينسير · أماندين ليونو · مانون هويت · سيربا ديمبيلي · كلوي بولو · بياتريس إدوج · إستل نزي مينكو · جنونسيان نيومبلا · ألكسندرا لاكرابري        | النرويج (NOR) · كاري آلفيك جريمسبو · ماري موليد · اميلي هيج أرنتزن · إيدا ألستاد · فيرونيكا كريستيانسن · هايدي لوك · نورا مورك · ستاين بردال أوفتدال · ماريت مالم فرافيورد · كاترين لوندي · لين كريستين ريجيلهوث كورين · أماندا كورتوفيتش · كاميلا هيرم · سنا سولبرغ           |